# Halové mistrovství České republiky v atletice 2005
Halové mistrovství ČR v atletice 2005 se uskutečnilo ve dnech 19.–20. března 2005 v Praze.

## Medailisté

### Muži
| Soutěž                         | Zlato                                                            | Stříbro                                                   | Bronz                                                       |
| 60 m                           | Jan Stokláska 6.74                                               | Ondřej Kozlovský 6.78                                     | Tomáš Knebl 6.85                                            |
| 200 m                          | Rudolf Götz 21.37                                                | Jindřich Šimánek 21.80                                    | Ondřej Kozlovský 22.13                                      |
| 400 m                          | Jaroslav Čech 47.44 Jiří Mužík 47.44                             | –                                                         | Jan Hanzl 48.14                                             |
| 800 m                          | Jaroslav Růža 1:50.11                                            | Richard Svoboda 1:51.80                                   | Miroslav Kaplan 1:52.50                                     |
| 1500 m                         | Vladimír Bartůněk 3:48.72                                        | Tomáš Bednář 3:53.07                                      | Jan Tománek 3:55.66                                         |
| 3000 m                         | Michal Šneberger 8:05.86                                         | Václav Janoušek 8:13.73                                   | Lubomír Pokorný 8:17.14                                     |
| 60 m př.                       | Stanislav Sajdok 7.75                                            | Petr Svoboda 7.79                                         | Jan Čech 7.89                                               |
| 4 × 400 m                      | Michal Uhlík Petr Šarapatka Rudolf Götz Jindřich Šimánek 3:16.50 | Pavel Jiráň Aleš Veselý Miroslav Kaplan Jan Hanzl 3:17.93 | Michal Přáda Josef Štrámek Petr Szetei Petr Hatlman 3:21.22 |
| Skok do výšky                  | Jaroslav Bába 2.30                                               | Tomáš Janků 2.21 Svatoslav Ton 2.21                       | –                                                           |
| Skok o tyči                    | Štěpán Janáček 5.40                                              | Michal Balner 5.15                                        | Aleš Hončl 5.15                                             |
| Skok daleký                    | Štěpán Wagner 7.72                                               | Tomáš Pour 7.70                                           | Petr Lampart 7.66                                           |
| Trojskok                       | Milan Kovář 15.66                                                | Jakub Hůrka 15.37                                         | Libor Kantor 15.02                                          |
| Vrh koulí                      | Petr Stehlík 19.89                                               | Antonín Žalský 18.35                                      | Remigius Machura 16.86                                      |
| Sedmiboj Praha 25. – 26.2.2005 | Aleš Hončl 5574 bodů                                             | Jakub Chomát 5333 bodů                                    | Milan Kohout 5289 bodů                                      |

### Ženy
| Soutěž                        | Zlato                                                                       | Stříbro                                                                | Bronz                                                                |
| 60 m                          | Štěpánka Klapáčová 7.42                                                     | Tereza Košková 7.51                                                    | Denisa Ščerbová 7.55                                                 |
| 200 m                         | Kristina Bažatová 24.53                                                     | Jana Polívková 24.63                                                   | Lenka Ostravská 24.79                                                |
| 400 m                         | Zuzana Hejnová 54.08                                                        | Jitka Bartoničková 54.13                                               | Ivana Johnová 56.92                                                  |
| 800 m                         | Veronika Mráčková 2:06.39                                                   | Petra Lochmanová 2:06.61                                               | Tereza Šedivá 2:08.44                                                |
| 1500 m                        | Marcela Lustigová 4:31.24                                                   | Lucie Müllerová 4:31.71                                                | Radka Holubová 4:36.89                                               |
| 3000 m                        | Lucie Müllerová 9:42.35                                                     | Vendula Frintová 9:43.34                                               | Irena Petříková 9:47.51                                              |
| 60 m př.                      | Lucie Martincová 8.15                                                       | Petra Seidlová 8.48                                                    | Petra Walachová 8.77                                                 |
| 4 × 400 m                     | Veronika Plesarová Marcela Lustigová Lenka Ostravská Zuzana Hejnová 3:49.10 | Lucie Jašová Tereza Čapková Monika Táborská Jitka Bartoničková 3:53.18 | Aneta Pecnová Jana Polívková Zuzana Němečková Lucie Koubková 3:54.12 |
| Skok do výšky                 | Iva Straková 1.92                                                           | Barbora Laláková 1.89                                                  | Oldřiška Marešová 1.83                                               |
| Skok o tyči                   | Pavla Hamáčková 4.30                                                        | Šárka Mládková 4.00                                                    | Eliška Vaníčková 3.90                                                |
| Skok daleký                   | Denisa Ščerbová 6.40                                                        | Lucie Komrsková 6.34                                                   | Martina Darmovzalová 6.20                                            |
| Trojskok                      | Šárka Kašpárková 13.93                                                      | Martina Darmovzalová 13.87                                             | Gabriela Vaculová 12.64                                              |
| Vrh koulí                     | Jana Kárníková 15.83                                                        | Klára Chytrá 15.05                                                     | Andrea Valešová 14.99                                                |
| Pětiboj Praha 25. – 26.2.2005 | Lucie Kostnerová 3855 bodů                                                  | Petra Šindelářová 3737 bodů                                            | Hana Kavínová 3595 bodů                                              |